# Heinrich Fehrentz
 (mai 2019).
Heinrich Hermann Fehrentz (né le 26 juin 1908 à Spiesen, mort le 22 décembre 1943 à Stuttgart) est un chauffeur allemand exécuté pour avoir critiqué le régime nazi et accusé d'avoir écouté des stations ennemies.

## Biographie
Fehrentz vient d'une famille minière de la Sarre, près de la frontière française, a neuf frères et sœurs et doit travailler à l'âge de 14 ans dans une mine de charbon. L'apprentissage de serrurier à Sarrebruck est interrompu pour des raisons économiques. Il déménage en Alsace et au Luxembourg en tant que travailleur migrant, travaille comme ouvrier agricole et outilleur. À la fin des années 1920, il s'installe chez son frère Hans à Heidelberg, où il travaille comme cordonnier et mécanicien de volets roulants. Il devient membre de l'association sportive Roten Sport, où il est notamment lutteur. Après un accident de moto, il trouve un emploi de chauffeur et de serrurier chez Seppich, une entreprise de camionnage. En 1938, il épouse Gertrud Blum. Le couple a deux enfants.
Après la défaite de Stalingrad, la répression du régime nazi s'intensifie. Le moindre signe de résistance est puni de manière draconienne. Fehrentz est en contact avec le KPD par l'intermédiaire de son frère Klaus, membre de la section municipale, mais ne rejoint pas le parti. Plusieurs fois, il est soupçonné d'activités communistes et est arrêté une fois. Dans le restaurant "Zum Neckarstaden" situé au Lauerstraße 9, un cercle d'amis se mettent à critiquer le régime. Ils ont écouté des stations étrangères et échangent des nouvelles qu'ils ont entendues par des amis à la radio. Fehrentz contredit la propagande nazie et l'image du sous-homme russe. Le cercle est trahi par un espion à la Gestapo. Le 10 février 1943, sept personnes, dont Heinrich Fehrentz, sont arrêtées et condamnées le 26 octobre 1943 par l'Oberlandesgericht Stuttgart. Six d’entre eux sont reconnus coupables d’avoir "écouté des stations étrangères, diffusé de nouvelles stations anti-étatiques, préparé à la haute trahison et démoralisé les forces armées" à des peines de prison parfois longues, mais Heinrich Fehrentz est condamné à mort. Le procureur Heinrich Krebs, qui sera après la Seconde Guerre mondiale juge du Tribunal social fédéral, le qualifie de dangereux ennemi public et de chef du groupe.
Le 22 décembre 1943, Fehrentz est exécuté à Stuttgart. Son corps n'est pas rendu pour être enterré, mais transféré à l'insu des parents proches dans la salle d'anatomie de l'université de Heidelberg. Vers 1950, un gardien découvre des parties du corps de Fehrentz et d’autres personnes exécutées. Elles sont finalement enterrées dans une tombe d'honneur pour des combattants de la résistance exécutés au Bergfriedhof de Heidelberg.